# Голубая (приток Преголи)
Голуба́я (устар. Ауксине — нем. Auxine) — река в России, протекает по Гусевскому, Черняховскому и Озёрскому районам Калининградской области. Устье реки находится в 102 км от устья Преголи по левому берегу. Длина реки — 59 км, площадь водосборного бассейна — 564 км².

## География и гидрология
Река берёт своё начало у села Маяковского как ответвление Анграпы. Устье расположено у посёлков Междуречье и Сиреневка
Через Голубую переброшен ряд мостов, в том числе два железнодорожных, десять железобетонных автодорожных и два каменных.

## Притоки
(указано расстояние от устья)
- 5 км: Кривуля (Бундже) (пр)
- 19 км: Свобода (Диттова) (пр)
- Водичка (лв)[5]
- Моревка (лв)[5]
- Южинка (лв)[5]
- 34 км: Удельная (Делинге) (лв)
- Лесная (пр)[5]
- Мысовая (лв)[5]

## Данные водного реестра
По данным государственного водного реестра России относится к Балтийскому бассейновому округу, водохозяйственный участок реки — Преголя. Относится к речному бассейну реки Неман и рекам бассейна Балтийского моря (российская часть в Калининградской области).
Код водного объекта в государственном водном реестре — 01010000212104300010206